# 鹿児島市交通局9500形電車
鹿児島市交通局9500形電車（かごしましこうつうきょく9500がたでんしゃ）は、1995年から2000年にかけて800形電車の主要機器を流用して製造された鹿児島市交通局（鹿児島市電）の路面電車車両である。形式名は製造初年の1995年に由来する。鹿児島市電の主力車両である。

## 車両概説
1960年代のワンマン運転開始に伴い32両が導入された800形電車であったが、1985年の伊敷線・上町線廃止の際に半数以上が廃車された。残存した15両は1986年以降冷房化改造・台車をブリル形からFS86へ交換して使用されていたが、車体が老朽化したため、1995年より車体更新を実施することになった。
車体前面は大きな一枚窓で、内側に方向幕が取り付けられている。側面は2110形と同様であるが、側窓が大きくなり、飾り窓が無くなるなど変化がある。機器は800形のものを流用しているため吊り掛け駆動、抵抗制御と旧世代のものとなった。なお、制御器も種車の直接制御器を引き継いでいるため、近代的な運転台に古い楕円形の直接制御器があるという特徴的な光景が見られる。更新は800形の前身、大阪市電2601形の製造元かつ鹿児島転入時に改造を行ったアルナ工機で行われた。
更新は1995年の 803, 804 から開始された。更新された800形と現在の9500形の番号には特に関連は無く、車籍も引き継がれてはいない。2000年までに15両全ての更新が完了した。なお、アルナ工機に運ばれたのは使用される機器のみであったため、車体は鹿児島で解体されている。なお一部車体は旧交通局内で倉庫として活用されたが、交通局の移転に伴い、最後まで残っていた815の車体が2015年4月まで使用されていた。

### 塗装

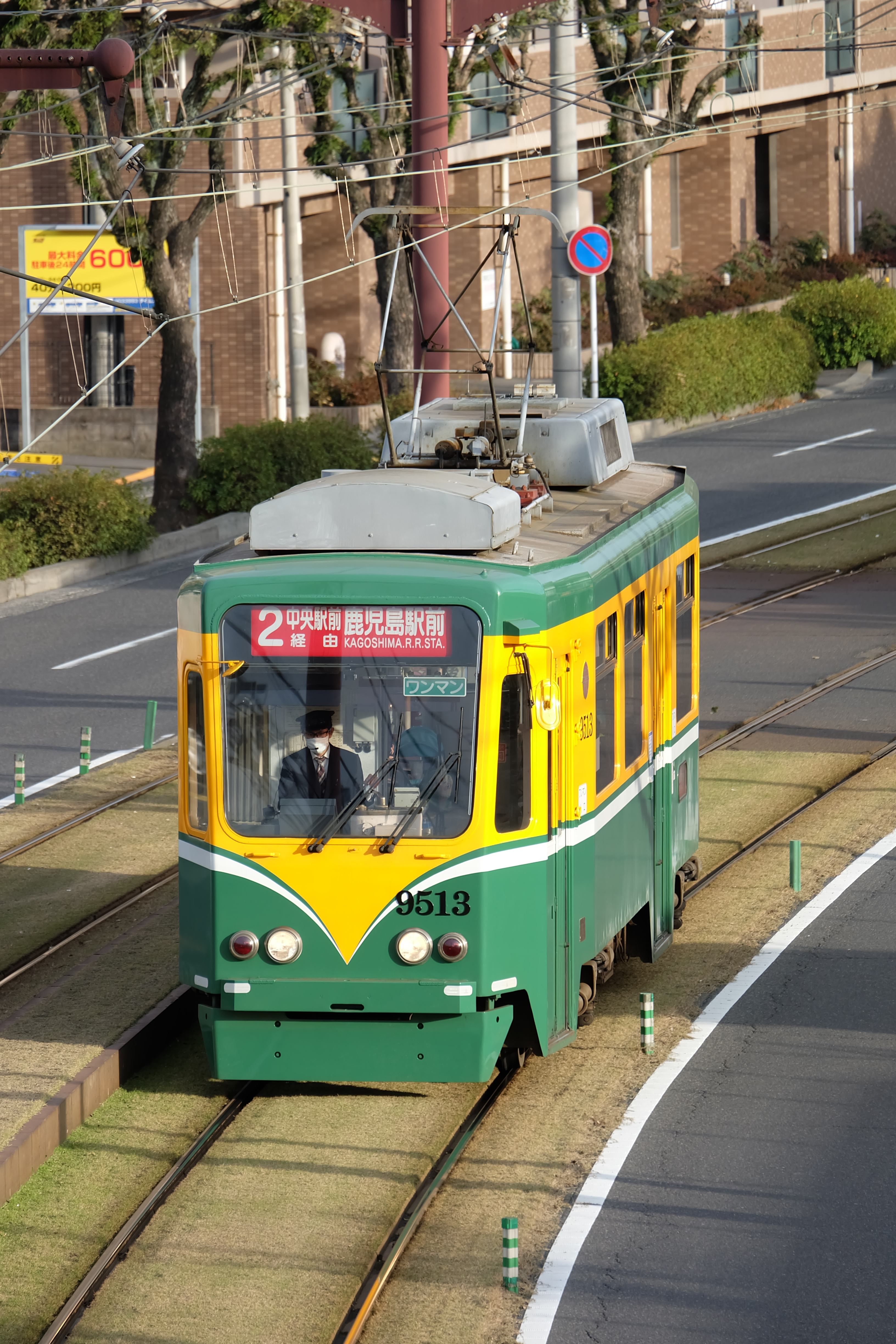
9500形9503号（2016年2月21日）

塗装は登場当時、小豆色ベースの塗装であった。1997年登場の車両はいおワールドかごしま水族館の開館に伴い、9700形と同じ水色の帯が入った塗装で、側面にはイルカのイラストが入っていた。現在は殆どの車両が広告塗装であるが、広告が無い時期には黄色と緑色のツートーンカラーに白帯の標準塗装になる。全車が標準塗装で運用に就いた実績がある。

### 相違点

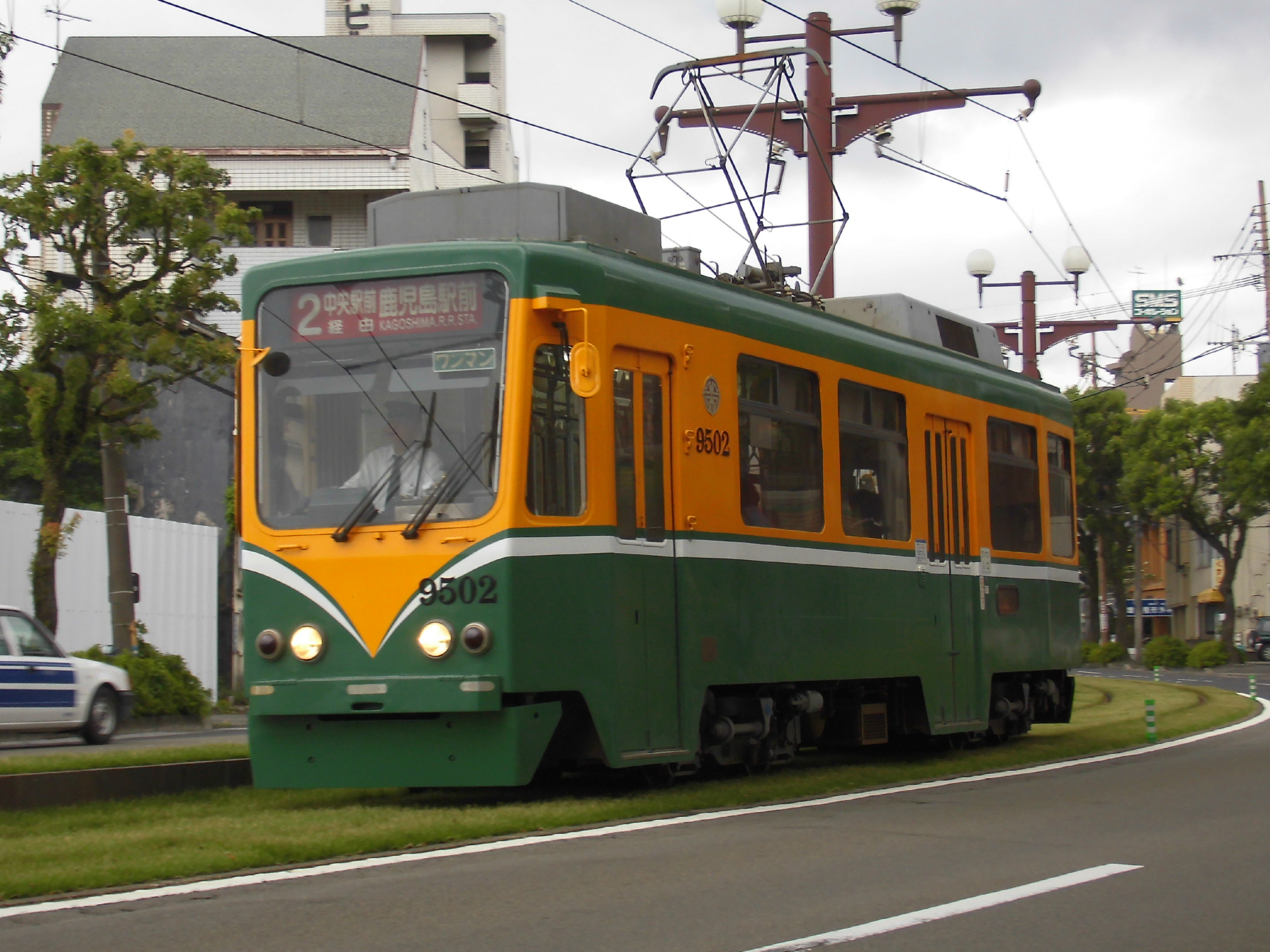
クーラーの形が他の9500形と比べて丸みを帯びていない、1995年登場の9501、9502。（2013年6月6日）

9500形は最終的に2000年までに15両が登場したが、登場時期によって相違点がある。まず1995年に落成した 9501, 9502 は後1996年以降に登場する 9503 - 9515 とクーラーの形が異なっている。また9500形は正面向かって右側に切り抜き文字の車体番号が描かれているが、1997年に落成した 9506, 9507 は2019年3月現在、切り抜き文字がない。1995年から1998年に落成された9501 - 9511はカーテンが横引き式だが、1999年から2000年に落成された9512 - 9515はロールアップ式（縦引き）に変更されている。

## NexTram KIRIKO
2019年4月18日に国際観光都市・鹿児島の盛り上がりを持続・発展させていく「次の時代に向けた魅力ある電車」として9500形9513号を改造した「NexTram KIRIKO」（ネクストトラム キリコ）を新たに導入した。
外装はこれまでの鹿児島市電にはかったロイヤルブルーを基調とし、腰回りなどにゴールド、上部にベンガラ色をあしらっている。内装はモザイクフローリングやパーティションポールなどに木材を使用し、パノラマ席やハイバックソファー席などを設置している。薩摩切子をモチーフにしたエンブレムなどが各所に配置されている。鹿児島市出身のデザイナー、砂田光紀がデザインを担当している。
「NexTram KIRIKO」は通常ダイヤの中で運転されており、ホームページでも確認することができたが、6月8日以降はランダム運用に変更され、運行時刻は前日の19時以降に問い合わせる必要がある。

## 事故
2019年（令和元年）5月17日7時5分頃に加治屋町13の8の県道交差点で谷山発鹿児島駅前行きの9501が進行方向を変える信号の操作ミスにより、前後の台車が別々の線路に入る事故（泣き別れ）が発生。

## 各車状況

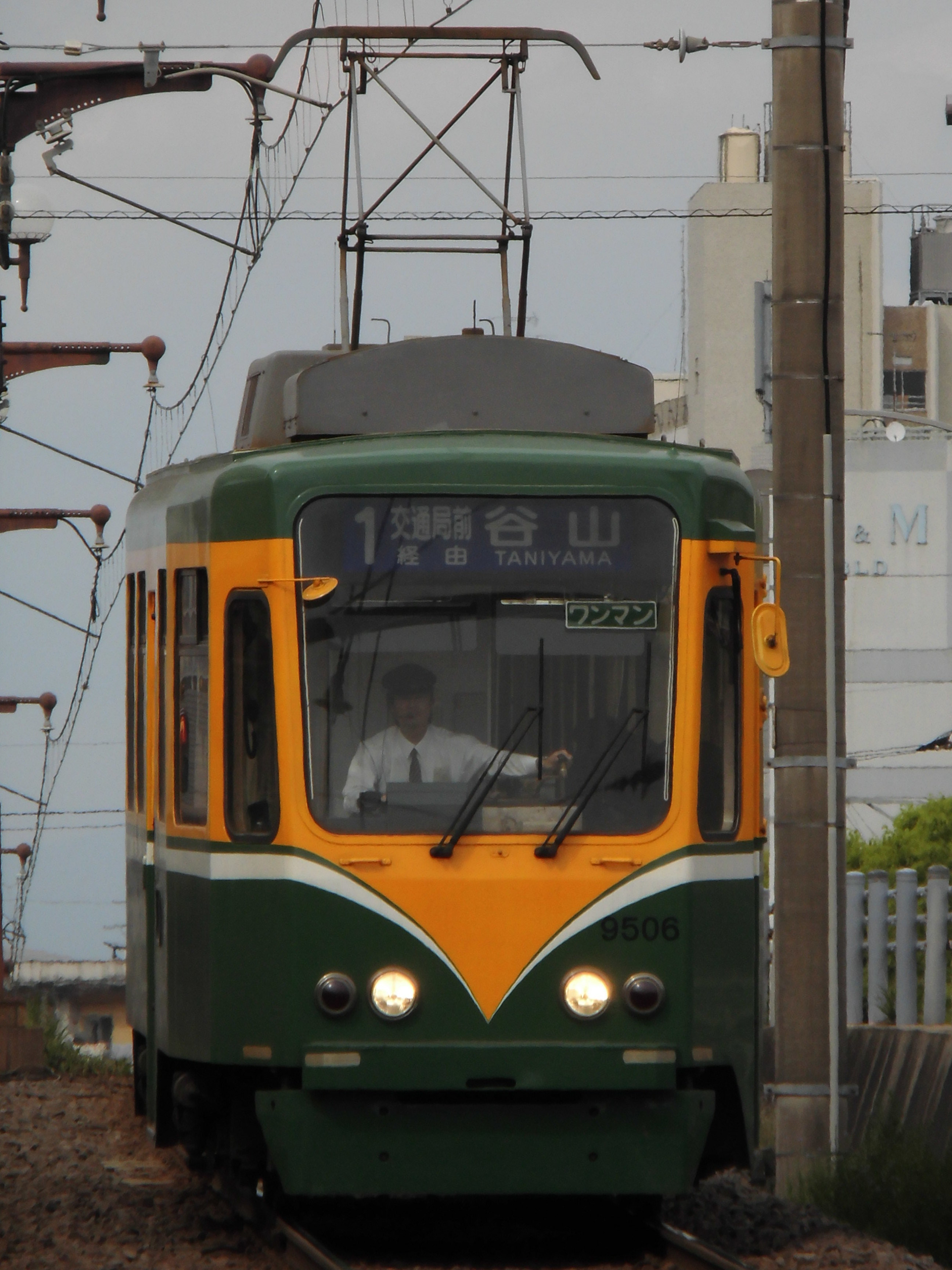
正面右側に切り抜き文字ではなく、ステッカーで車番が表記されている（9506号：2015年4月11日）

- 9501 - 1995年3月竣工、旧803（←823）。
- 9502 - 1995年3月竣工、旧804（←824）。
- 9503 - 1996年3月竣工、旧801（←818）。
- 9504 - 1996年3月竣工、旧808。
- 9505 - 1996年3月竣工、旧813。
- 9506 - 1997年3月竣工、旧805（←828）。
- 9507 - 1997年3月竣工、旧807。
- 9508 - 1997年3月竣工、旧811。
- 9509 - 1998年2月竣工、旧802（←820）。
- 9510 - 1998年2月竣工、旧806（←826）。
- 9511 - 1998年2月竣工、旧815（←832）。
- 9512 - 1999年2月竣工、旧810。
- 9513 - 1999年2月竣工、旧812。NexTram KIRIKO。
- 9514 - 2000年2月竣工、旧809。
- 9515 - 2000年2月竣工、旧814（←831）。